# Gua (Sprache)
Gua ist die Sprache des Anum-Volkes in Ghana und wird von 60.200 (2003) Sprechern am Rande des Ewe-Sprachgebietes gesprochen. 
Alternative Namen sind Anum-Boso und Gwa. Als Dialekte werden Anu (Anum) und Boso angesehen. 